# 千里浜やわらぎ温泉
千里浜やわらぎ温泉（ちりはまやわらぎおんせん）は、石川県羽咋郡宝達志水町にある温泉。

## 泉質
- ナトリウム-塩化物・炭酸水素塩泉
  - 泉温　38.8℃

## 温泉地
能登半島の玄関口、千里浜なぎさドライブウェイの近くに位置するから一軒宿「ホテルウェルネス能登路」の敷地内で湧出している温泉。
日帰り入浴可能。ホテルの料理は能登半島で採れた四季折々の食材を提供している。

## 歴史
- 1997年（平成9年）- 湧出。当時は「旧国民年金健康保養センターのと」だった。
- 2008年（平成20年）- 運営元の「全国国民年金福祉協会連合会」が「ホテルマネージメントインターナショナル」に営業譲渡。同年に「ホテルウェルネス能登路」ヘ名称変更。

## アクセス
鉄道
- JR七尾線・敷浪駅より徒歩約15分、又は羽咋駅よりタクシー約15分。

自動車
- 北陸自動車道金沢森本ICより車で約40分、又はのと里山海道今浜ICから車で約5分。